# Jakow Sannikow
Jakow Sannikow, ros. Яков Санников (ur. 1780, zm. po 1812) – rosyjski kupiec i odkrywca Wysp Nowosyberyjskich.

## Życiorys
W 1800 roku Sannikow odkrył i sporządził mapę wyspy Stołbowaja, zaś w 1805 wyspy Kotielnyj. W okresie 1809–1810 brał udział w ekspedycji Matwieja Giedensztroma.
Sugerował istnienie na północ od Kotielnego rozgległego lądu, hipotetyczną wyspę nazywano Ziemią Sannikowa.
Cieśnina pomiędzy Małą Wyspą Lachowską oraz Kotielnym nosi nazwę Cieśniny Sannikowa.